# Symphodus

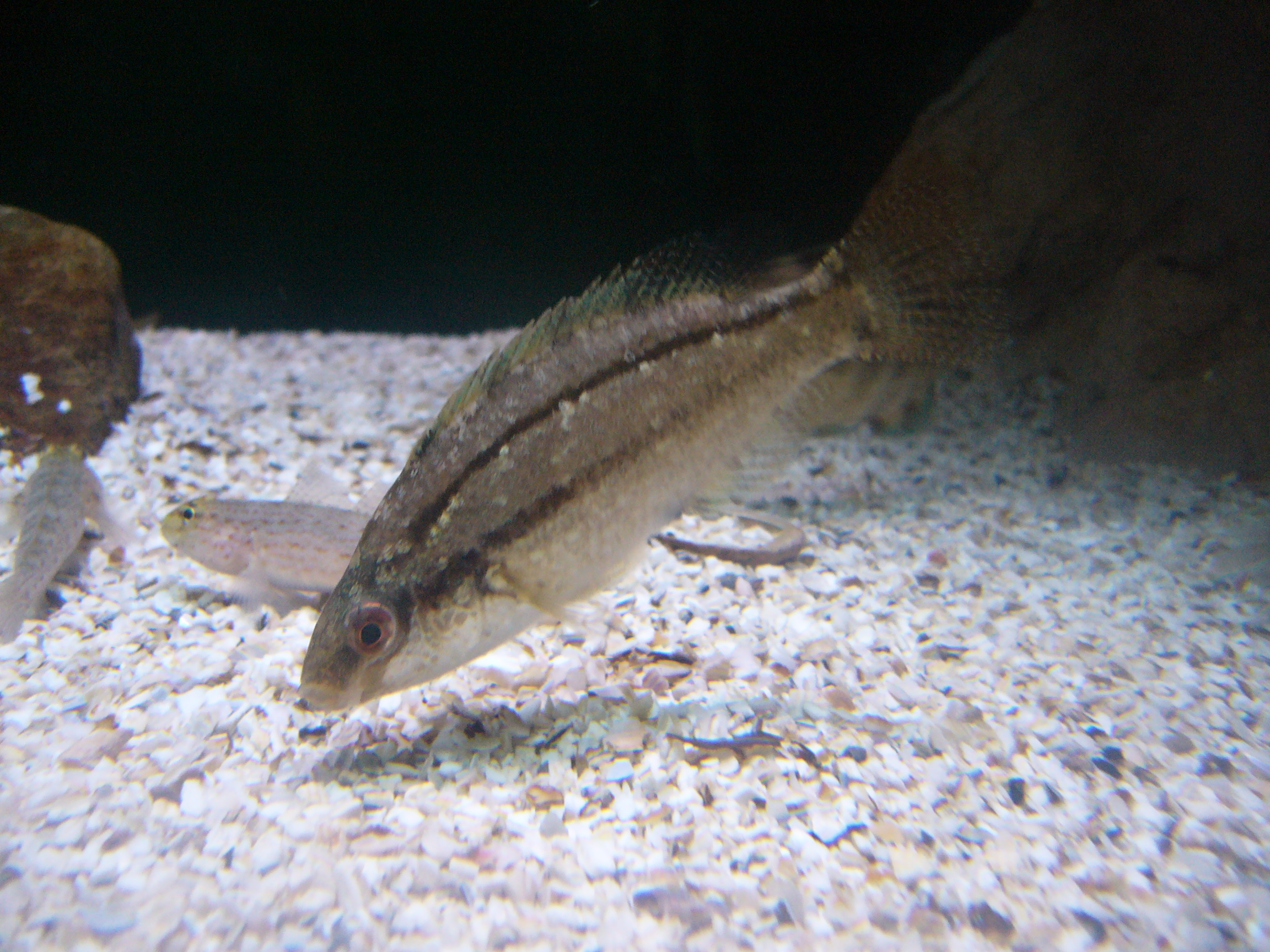
Symphodus cinereus

Symphodus es un género de peces de la familia de los Labridae y del orden de los Perciformes.

## Especies
Existen 10 especies de este género, de acuerdo con FishBase:
- Symphodus bailloni  (Valenciennes en Cuvier y Valenciennes, 1839) [3]
- Symphodus cinereus  (Bonnaterre, 1788)[4]
- Symphodus doderleini  Jordan, 1890 [5]
- Symphodus mediterraneus  (Linnaeus, 1758) [6]
- Symphodus melanocercus  (Risso, 1810) [7]
- Symphodus melops  (Linnaeus, 1758) [6]
- Symphodus ocellatus  (Forsskål, 1775) [8]
- Symphodus quinquemaculatus  (Risso, 1827)
- Symphodus roissali  (Risso, 1810) [7]
- Symphodus rostratus  (Bloch, 1791) [9]
- Symphodus tinca  (Linnaeus, 1758) [6]